# Motorový vůz 854
Motorové vozy řady 854 jsou řada motorových vozů společnosti České dráhy. Vozy vznikly modernizací vozů řad 852 a 853, provedenou společností Pars nova Šumperk. Prototypová modernizace byla provedena v roce 1997 na voze 853.030, který nově získal označení 854.030. Posledním vozem, který prošel modernizací, byl v roce 2006 vůz 853.021 (nově označen 854.021). Spolu s předposledním vozem 854.027 však byly modernizovány pouze částečně. 854.021 jako jediná nosí i historický nátěr. Po vyřazení z provozu by měla být zachována jako historické vozidlo. Provozní pracovníci každý vůz „pokřtili“ vlastním jménem, které má obvykle napsané nad pravým světlometem na obou koncích.

## Konstrukce
Hlavním prvkem modernizace vozů se stala náhrada původního zastaralého a nespolehlivého dieselového motoru KS 12 V 170 DR za nový od firmy Caterpillar 3412 E DI-TA. Vozy jsou dále vybaveny mikroprocesorovým řídicím systémem INTELO Maxi 114 firmy Lokel (umožňuje provoz s řídicími vozy řady Bfbrdtn794 a ABfbrdtn795), dosazen byl vlakový zabezpečovač LS 90 a radiostanice Tesla VS 47. Vozy disponují systémem automatické regulace rychlosti. Původní hydrodynamická převodovka ČKD H 750 M byla pouze repasována a původní zůstaly také nápravové převodovky, které jsou častým zdrojem poruch. Maximální rychlost zůstala na hodnotě 120 km/h.
Z pohledu cestujícího se ve voze nachází jeden velkoprostorový oddíl s 48 místy k sezení (nová jednotlivá sedadla s textilním potahem; u vozů 021 a 027 zůstávají původní dvojsedadla, pouze přečalouněná) a zavazadlový oddíl. Vnější dveře jsou řešeny jako předsuvné (kromě vozů 021 a 027). Od 28. modernizovaného vozu bylo dosazováno nové WC s uzavřeným systémem EVAC.
Motorové vozy řady 854.0 brzdí v režimech P a R, motorové vozy řady 854.2 brzdí pouze v režimu P.

## Vývoj a výroba
O modernizacích motorových vozů řad 852 a 853 uvažovaly ČSD již ve druhé polovině 80. let, kdy ŽOS Šumperk pracovaly na dokumentaci k zástavbě nového motoru ČKD do těchto vozů. Přestože byly zkoušky motoru úspěšné, jeho sériová výroba nebyla zahájena. V první polovině 90. let se objevily další návrhy na modernizaci (včetně přestavby na elektrický vůz). České dráhy se definitivně rozhodly v roce 1996 a v březnu 1997 přistavily na modernizaci do firmy Pars DMN v Šumperku první vůz 853.030. Do zkušebního provozu byl zařazen koncem ledna 1998 pod označením 854.030 (vozy řady 853 mají při rekonstrukcích zachováno původní inventární číslo).
Druhý vůz, 852.016, byl modernizován v roce 1999 a obdržel číslo 854.216 (vozy řady 852 mají původní inventární číslo zvýšené o 200). Sériová modernizace obou řad začala v roce 2001 a do poloviny roku 2006 byly takto přestavěny všechny provozní vozy (celkem 50 ks): 32 vozů řady 853 a 18 řady 852. Na části vozů proběhla později úprava spočívající v dosazení chybějících panelů informačního systému a Wi-Fi. Proběhl také pokus o náhradu nápravových převodovek, nicméně nenašel se žádný dodavatel.

## Provoz
Z rekonstrukcí byly motorové vozy většinou předávány zpět do dep, odkud byly na ni přistaveny. Vozy tak byly původně dislokovány pouze v depech v Praze-Vršovicích a Trutnově. Postupem času bylo však přistoupeno i k předávání některých vozů jinam, a tak se dostaly na různé tratě – v letech 2005–2012 byly například dislokovány v depu Liberec, odkud vyrážely v čele rychlíků i osobních vlaků na tratě do České Lípy, Děčína a Ústí nad Labem, několik let se objevovaly i na vlacích do Staré Paky. Pět let (2006–2011) si odsloužily i v plzeňském depu, kde byla jejich prací především vozba rychlíků do Mostu a v menší míře i osobních vlaků na trati do Domažlic. Od prosince roku 2006 se začaly některé vozy předávat do depa v Brně-Horních Heršpicích, kde byly postupně soustředěny v počtu dnešních[kdy?] 20 kusů. Tím se depo stalo největším provozovatelem řad 854. Donedávna bylo největším provozovatelem depo Trutnov, tam je ale k 03.03.2023 pouze 6 vozů této řady. Tamní depo je také specializováno na opravy převodovek těchto vozů, a tak sem občas zajíždí i vozy z brněnského depa kvůli opravám. Dalších 6 vozů je deponováno v Hradci Králové, 7 v Rakovníku a 5 v pražské Libni. Využívány jsou různé kombinace s řídicími vozy řad Bfbrdtn794 (dříve řada 954, pouze v Brně) a ABfbrdtn795 (dříve řada 954.2, v Brně, Trutnově a Praze), dále s vloženými vozy řad Bdtn756 a Bdtn757 (dříve 054.2). Mnohými parametry neodpovídají současným požadavkům (nejsou nízkopodlažní, nemají informační systém pro cestující, klimatizaci, část vozů ani uzavřený odpadní systém, vinou použitého přenosu výkonu je horší dynamika jízdy).[zdroj⁠?!] V letech 2021 a 2022 došlo k odstavení prototypů modernizace vozů a v roce 2023 k jejich úřednímu zrušení. Od roku 2024 jsou na některých tratích nahrazovány jednotkami řady 847 od polské Pesy., případně jinými vozidly vzešlými ze soutěží na příslušné výkony. I v roce 2025 je nicméně část z nich stále turnusována a další slouží jako záloha za jiné řady motorových vozů, zejména ve Středočeském a Královéhradeckém kraji.

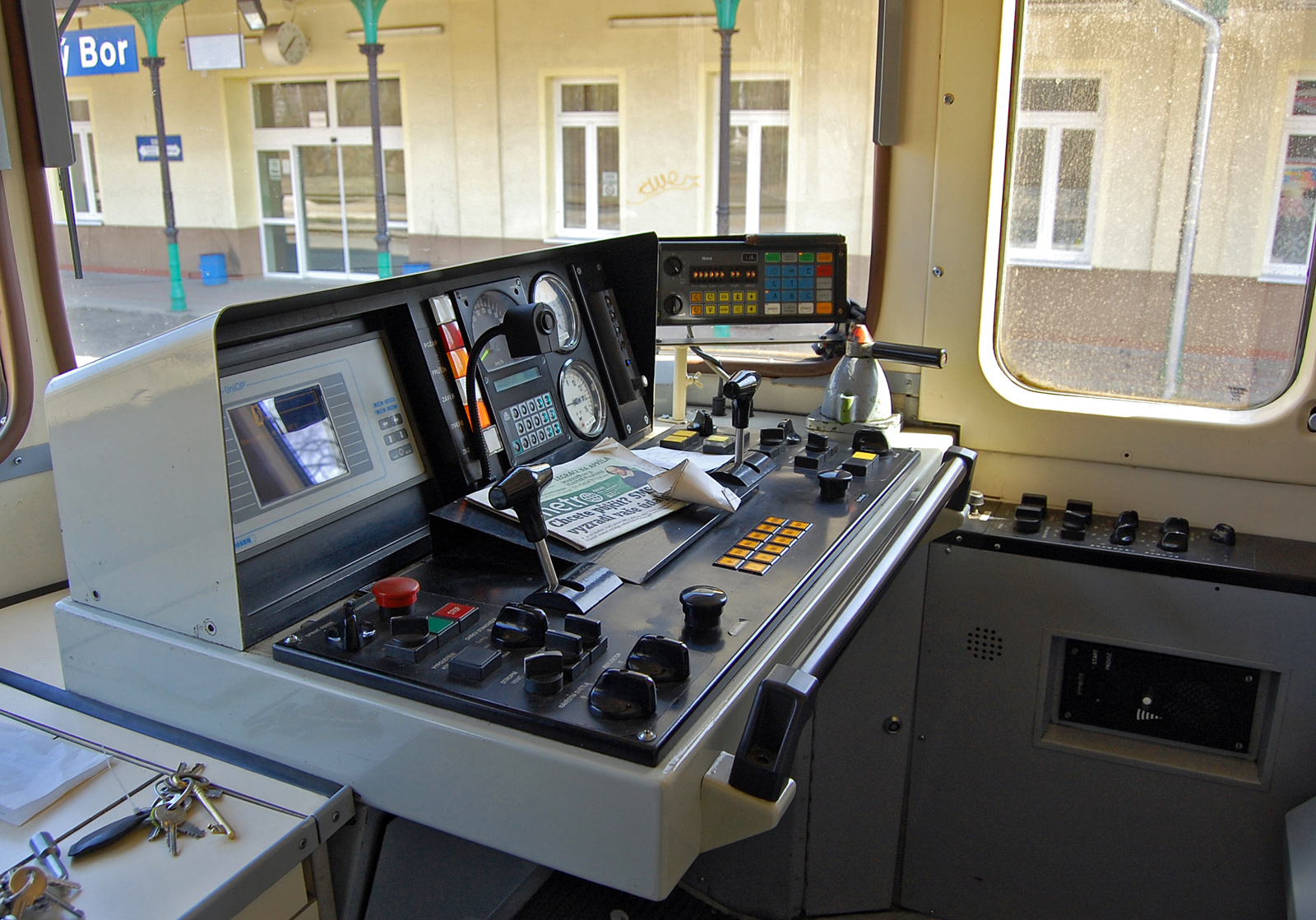
Stanoviště motorového vozu řady 854

### Nasazení
GVD 2024/2025
Spěšné vlaky
- PID R43 Praha – Mladá Boleslav – Turnov
- PID R45 Praha – Kladno – Rakovník
- IREDO V2 Hradec Králové – Týniště nad Orlicí – Letohrad
- PID T2 Praha – Jičín – Turnov

Osobní vlaky
- PID S3 Praha – Mělník/Mladá Boleslav
- PID S5 Praha – Kladno – Rakovník
- PID S30 Turnov – Mladá Boleslav

## Galerie

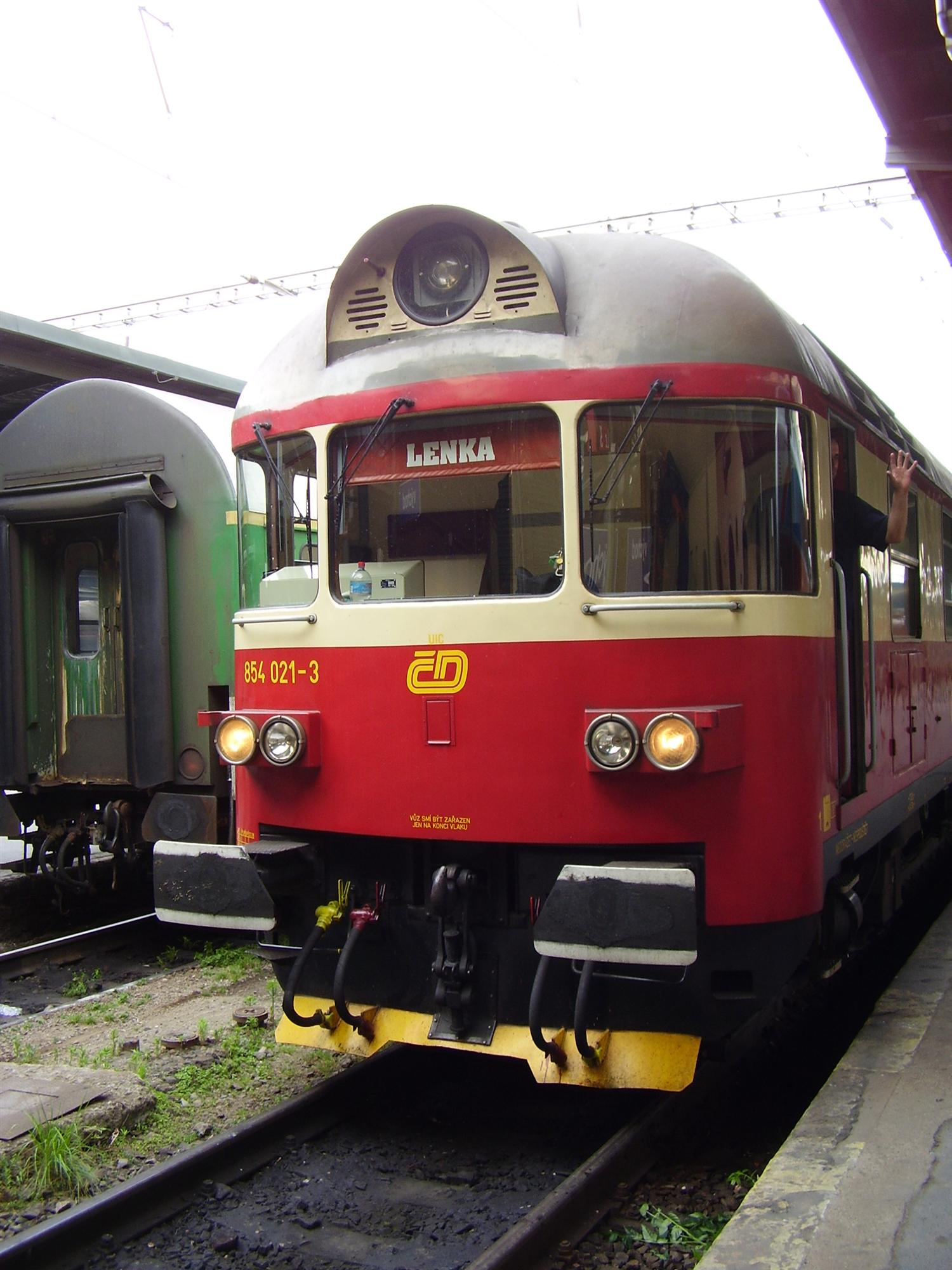
Motorový vůz 854.021 „Lenka“ na Masarykově nádraží v Praze
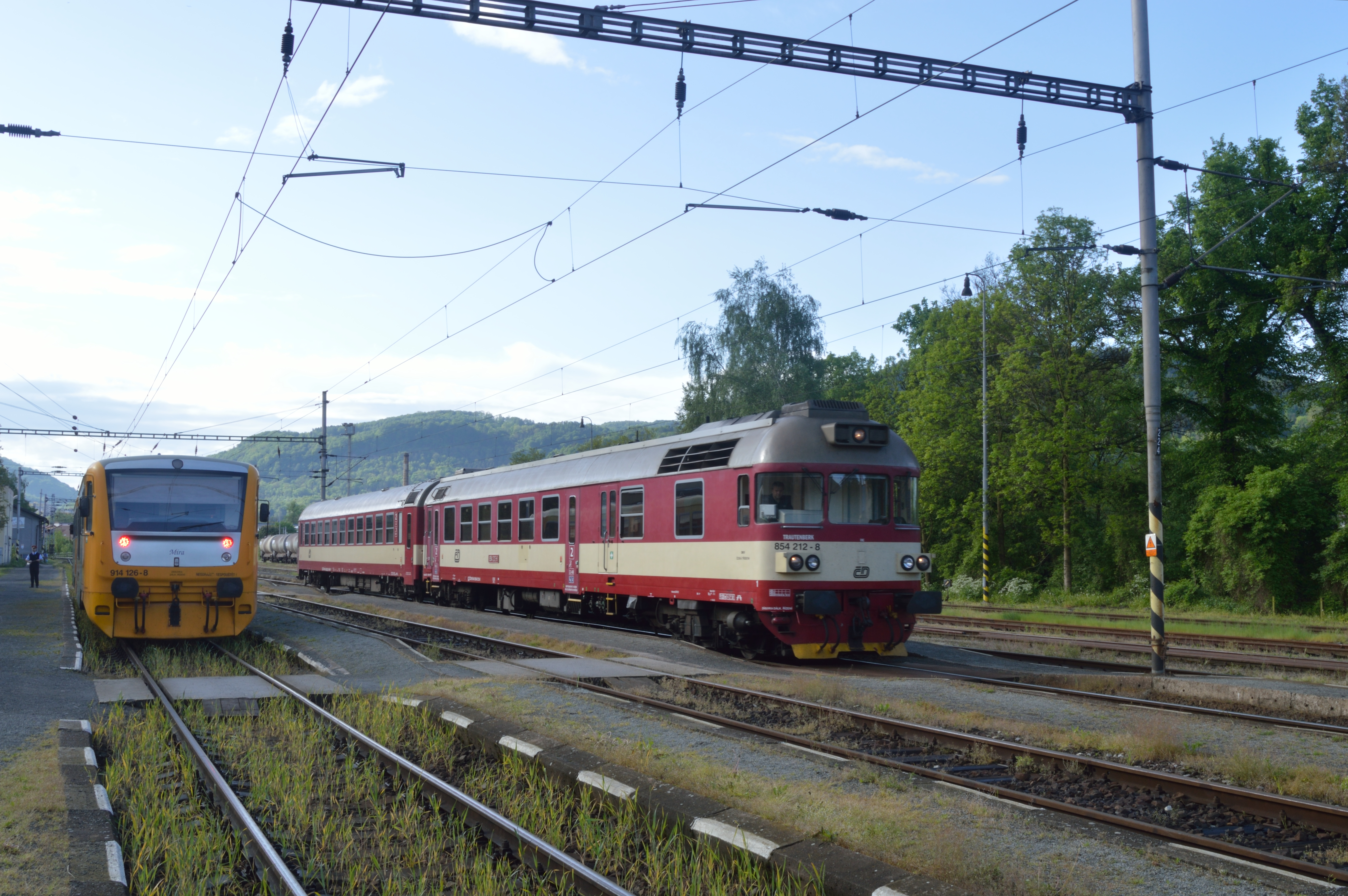
Motorový vůz 814.126 s vozem 854.212 na nádraží Děčín východ
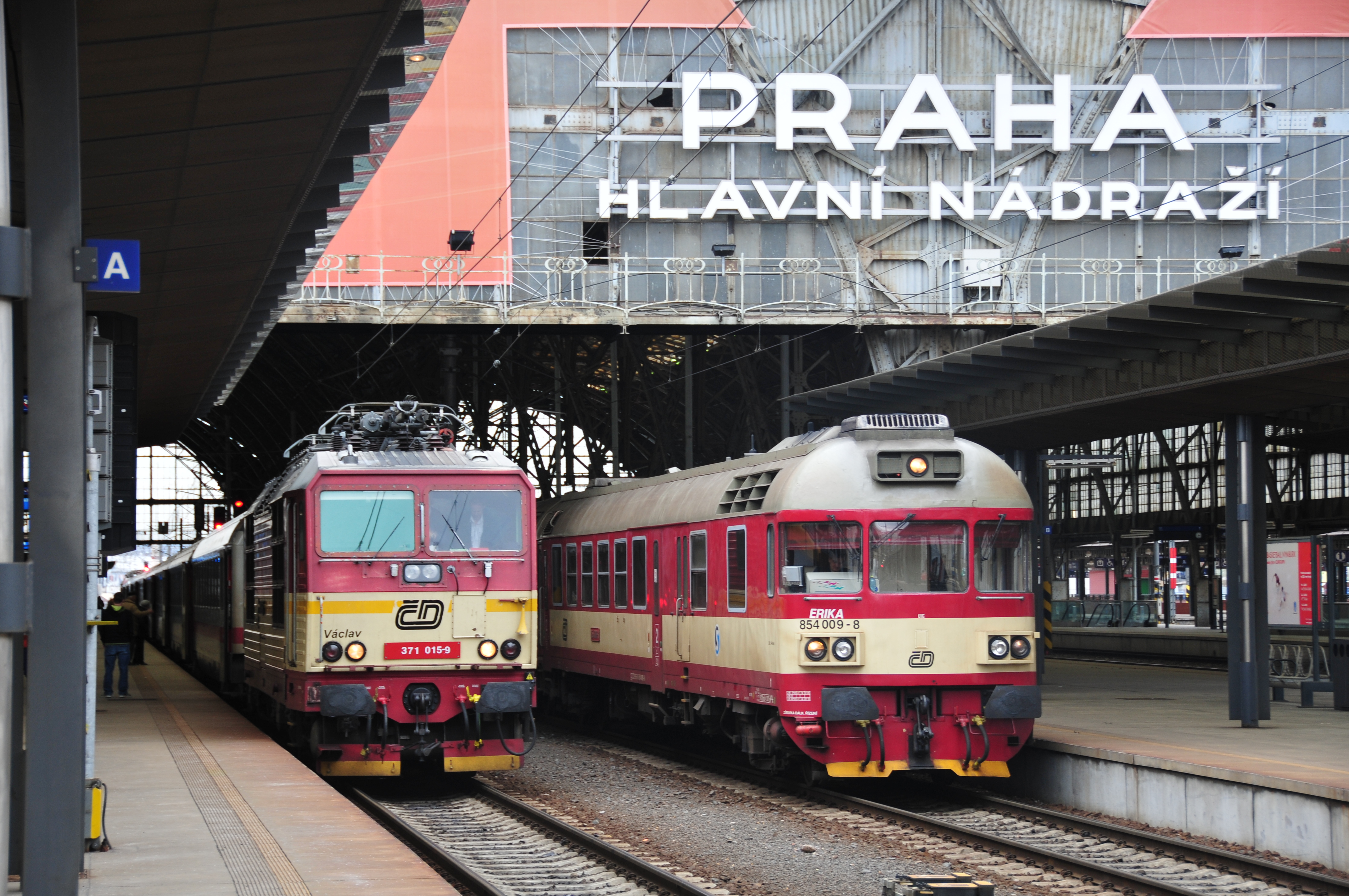
Motorový vůz 854.009 na pražském hlavním nádraží
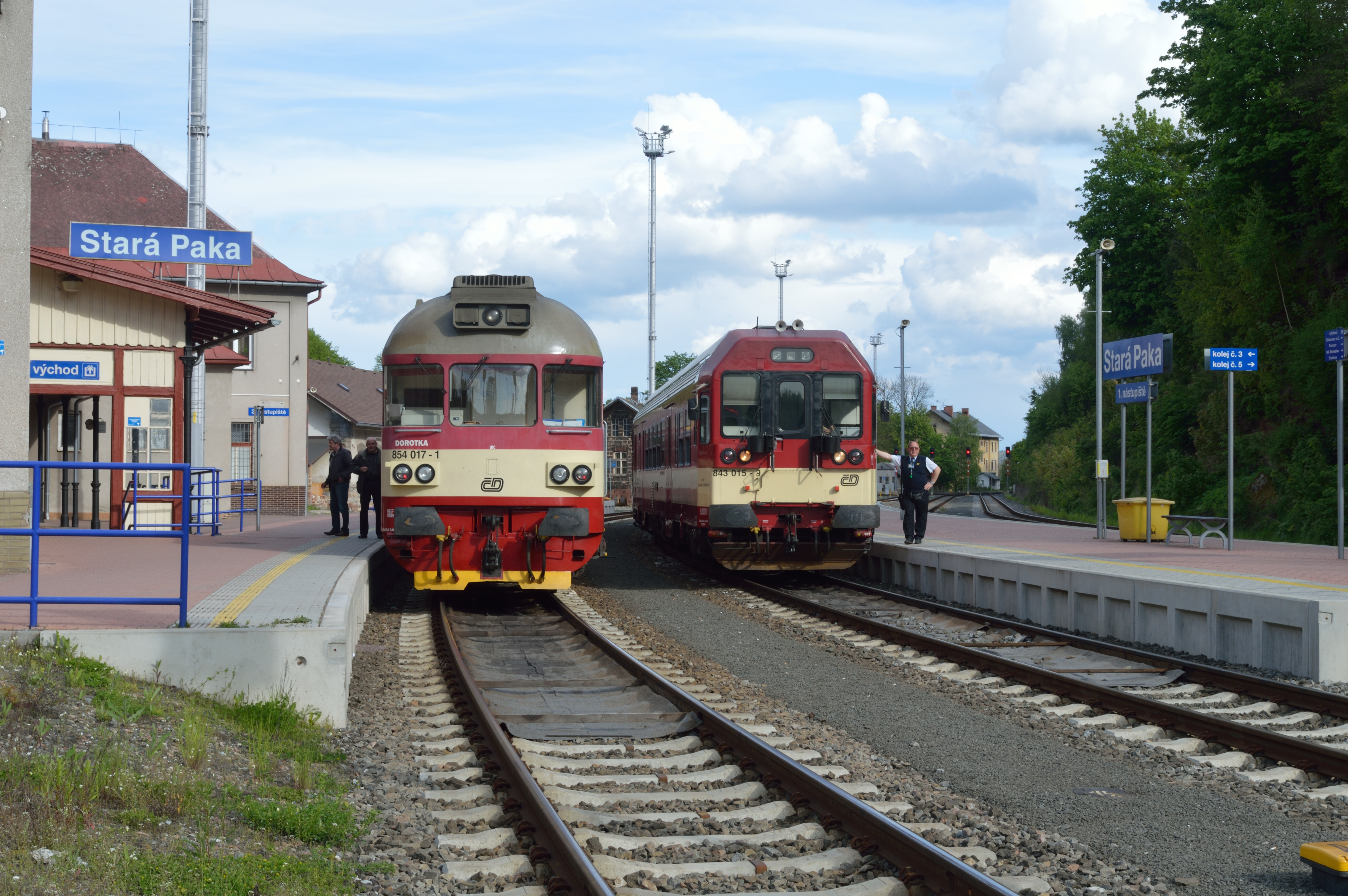
Motorový vůz 854.017 na nádraží ve Staré Pace
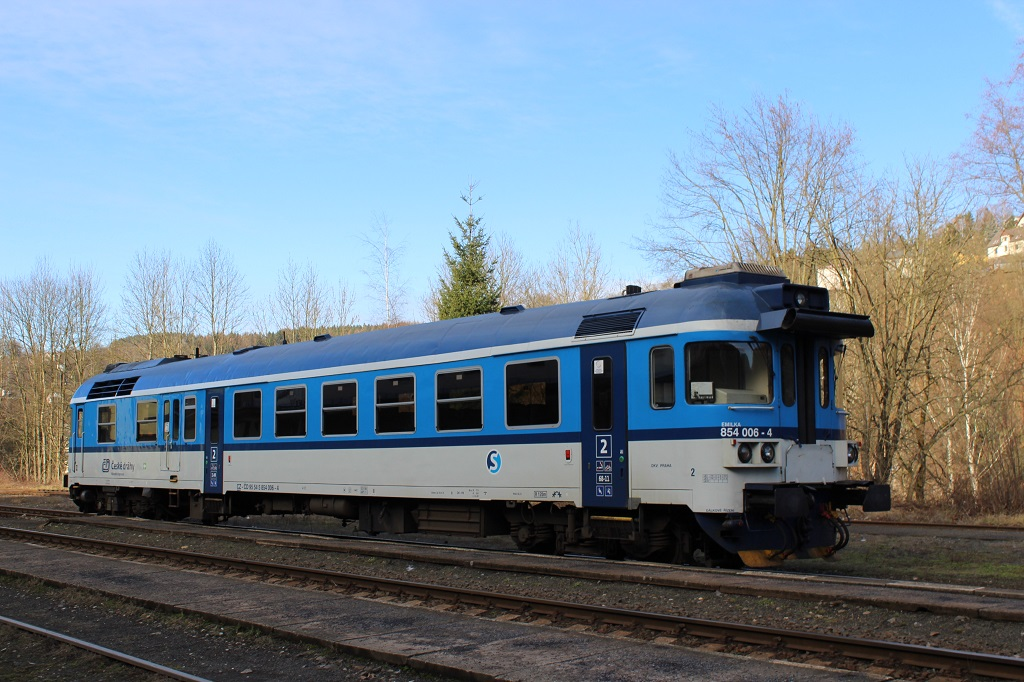
Motorový vůz 854.006 v barevném schématu Najbrt
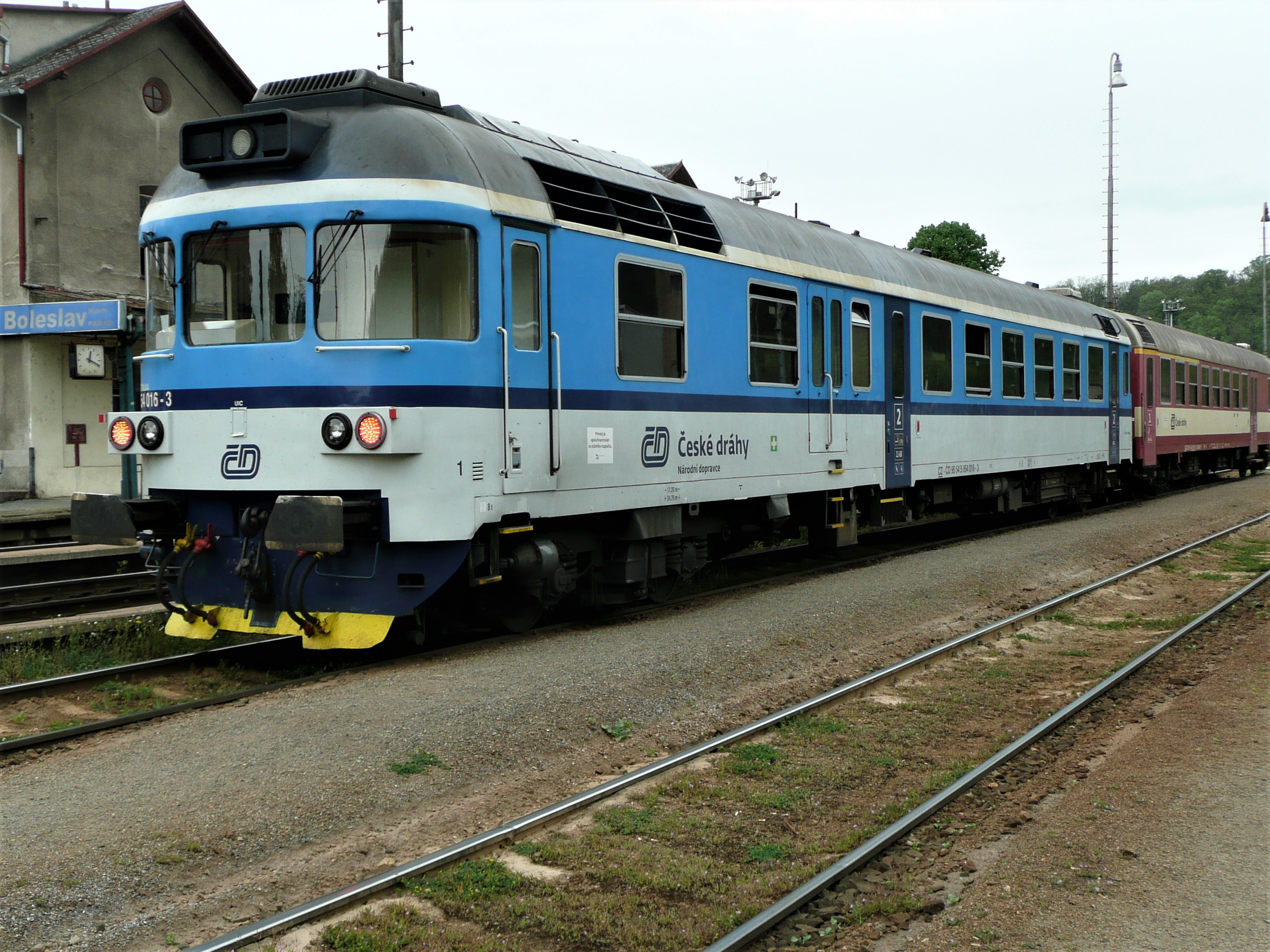
Motorový vůz 854.016 v barevném schématu Najbrt
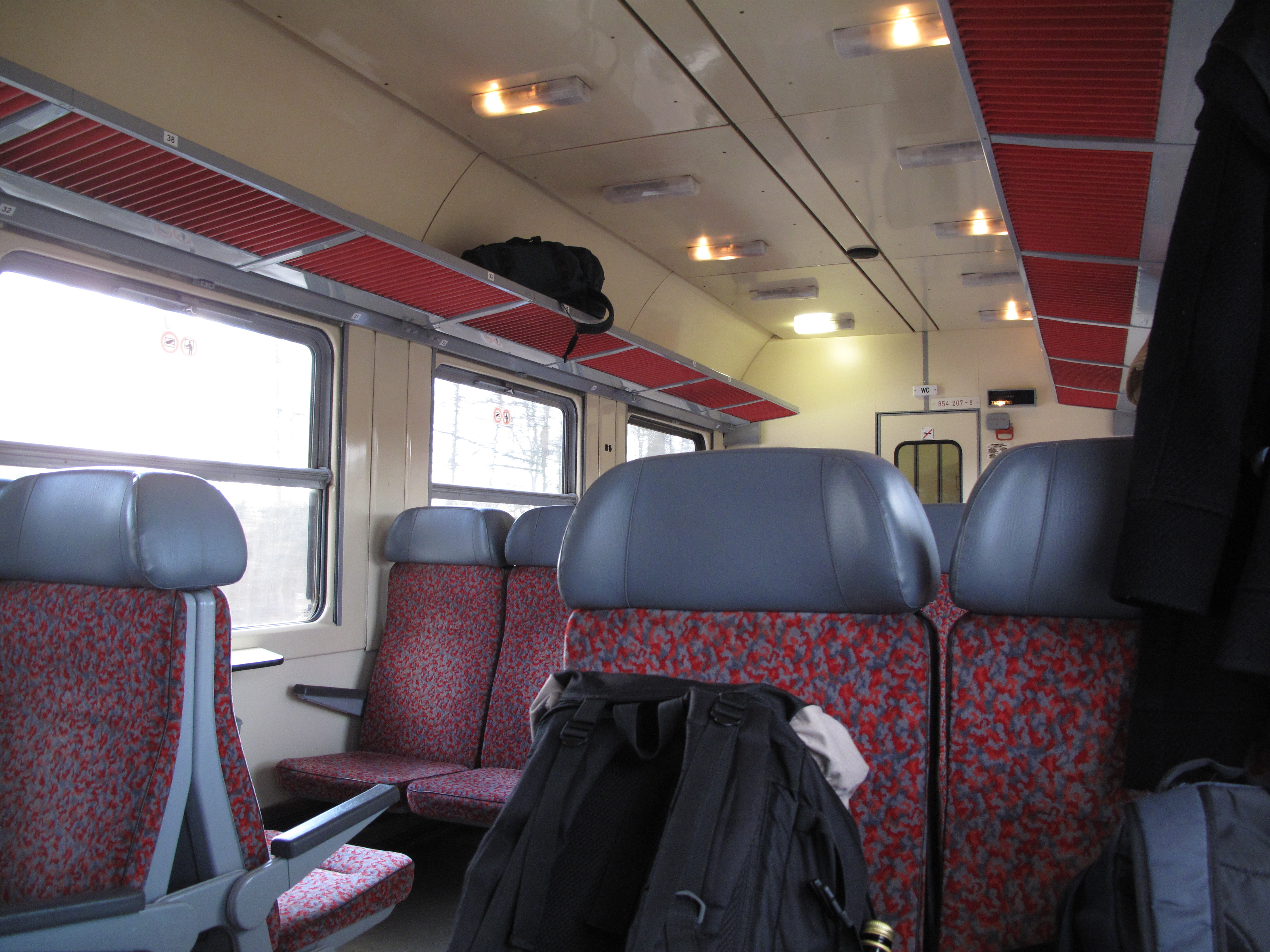
Interiér vozu